# Silver (Computerspiel)
Silver ist ein 1999 ursprünglich für Windows veröffentlichtes Action-Adventure von Infogrames. Der Spieler steuert seine Spielfigur durch eine lineare Geschichte, muss dabei verschiedene Rätsel lösen und Gegner bekämpfen. Es folgten Portierungen auf die Spielkonsole Dreamcast und MacOS.

## Handlung
In einem Fantasiereich möchte der titelgebende Herrscher namens Silver eine neue Braut heiraten. Die Untergebenen des Königs haben den Auftrag sämtliche Frauen des Landes gefangen zu nehmen und geraten auch an die Frau des Hauptdarstellers, welcher auf Rache sinnt und nun zur Befreiung seiner Gattin in den Kampf zieht. Im Verlauf der Handlung stellt sich überdies noch heraus, dass Silver ebenfalls ein Bündnis mit dem Dämonen Apocalypse sucht, um die Weltherrschaft an sich zu reißen. Der Spieler muss nun acht magische Kugeln finden, um den Dämonen abzuwehren und die Tyrannei zu stürzen.

## Spielprinzip
Der Spielablauf ist sowohl vom Genre des Adventures, vom Rollenspiel und vom Action-Adventure geprägt. Im Gegensatz zu Rollenspielen hat der Spieler keine Möglichkeit, einen eigenen Charakter zu schaffen. Der Spieler folgt stattdessen mit seiner Hauptfigur und zwei Begleitcharakteren dem Handlungsstrang. Die spielbaren Charaktere sind ausschließlich vordefiniert und können nur rudimentär ausgestattet werden. Erfahrungspunkte werden automatisch gesammelt, was ihre Spielstärke im Laufe des Spielverlaufes den stärkeren Gegnern anpasst. Heilung erfährt man über Nahrung, Zauber und Artefakte erhält man meist von besiegten Endgegnern.
Die Spielwelt ist recht linear aufgebaut, so dass man hauptsächlich den vorgegebenen Handlungsstrang in der vom Entwickler vorgegebenen Reihenfolge abspielt. Der Action-Teil ist durch die zahlreichen Kämpfe mit Handwaffe, Fernwaffe oder Zauber sehr präsent im Spiel, aber bei weitem nicht das hauptsächliche spielerische Element, wie z. B. in Diablo. Auch gibt es praktisch keine Jump-’n’-Run-Elemente, wie sie für Action-Adventures in der Tradition von Tomb Raider typisch sind. Die Möglichkeit zum Speichern existiert nur an vorgegebenen Speicherpunkten.

## Geschichte

### Entwicklung
Die Grafik-Engine von Silver stellt ähnlich einem Adventure die Schauplätze des Geschehens als vorgerenderte Hintergrundszenerien dar, in welche die polygonal dargestellten Charaktere perspektivisch korrekt hineinberechnet werden. Die vorgezeichneten Bilder einer mittelalterlichen Fantasiewelt sind logisch aneinandergereiht und werden mit optischen und akustischen Effekten, wie beispielsweise Regen angereichert. Die von Dean Evans komponierte Hintergrundmusik ist teilweise themenbezogen, so wechselt sie bei Gefahr oder im Kampf. Die deutsche Sprachausgabe wurde von den deutschen Synchronsprechern der Hollywoodstars Meg Ryan (Ulrike Möckel) und Nicolas Cage (Martin Keßler) aufgenommen.

### Legacy
Es wurde vom Entwickler für die PC-Version bis 2001 Support geleistet: Ende 1999 erschien ein als v1.09g bezeichneter Patch, der an zwei Spielstellen Probleme löste, sowie 2001 ein letzter Patch (bezeichnet als v2.0), welcher Unterstützung für die Nvidia-Geforce-Grafikkarten hinzufügte. Nach dem Ende des offiziellen Supports versuchte die Community selbst, verbliebene Bugs und Inkompatibilitäten, besonders mit neueren Betriebssystemen und schnelleren Rechnern, zu beheben.
Im Mai 2012 wurde Silver in der Digitalen Distribution auf GOG.com wiederveröffentlicht.
Am 25. Juni 2013 wurde bekannt, dass Nordic Games die Markenrechte vom insolventen Publisher Atari SA (vormals Infogrames) erworben habe.
Seit 2018 ist Silver auf der Spieleplattform Steam digital zu erwerben.

## Rezeption
Laut dem Fachmagazin PC Joker ist Silver ein Bildschirmabenteuer, „das packende Kämpfe geschickt mit einer schönen Fantasy-Story, gut lösbaren Aufgaben und viel, viel Atmosphäre verbindet.“ Trotz der limitierten Speichermöglichkeiten und des „japanophilen Looks“ biete das Spiel auch für Genre-Neulinge eine Menge Spielspaß.
Der Test der Bravo Screenfun führt hingegen aus, dass das Spiel nichts für Anfänger im Action-Adventure-Genre sei. Die Echtzeitkämpfe sind dem Autor zufolge höllisch schwer, außerdem kann man nur an bestimmten Punkten speichern.

„Für Profis ist Silver aber eine echte Herausforderung – gute Grafik und tolle Soundkulisse inklusive.“

Im Fazit der Zeitschrift Mega Fun zur Dreamcast-Version heißt es, dass das Spiel bereits auf dem PC überzeugen konnte. Die Konsolen-Umsetzung sei allerdings ziemlich unglücklich und weist sowohl bei der Steuerung als auch der Grafik Schwächen auf.

### Rezensionen
- umfangreiche Beschreibung
- Kritik von Reigam (Memento vom 4. März 2016 im Internet Archive)
- Rezension für Mac-Benutzer